# Crassula alpestris
Crassula alpestris är en fetbladsväxtart. Crassula alpestris ingår i släktet krassulor, och familjen fetbladsväxter.

## Underarter
Arten delas in i följande underarter:
- C. a. alpestris
- C. a. massonii